# A Dishonest Burglar
A Dishonest Burglar est un film américain réalisé par John Francis Dillon, sorti en 1917.

## Fiche technique
- Titre original : A Dishonest Burglar
- Réalisation : John Francis Dillon
- Photographie : Robert Walters
- Production : Mack Sennett
- Société de production : Keystone
- Société de distribution : Keystone
- Pays de production :  États-Unis
- Langue originale : anglais
- Format : noir et blanc — 35 mm — 1,37:1 — Film muet
- Genre : Comédie
- Date de sortie :
  - États-Unis : 6 mai 1917

## Distribution
- John Francis Dillon
- Marie Manley
- Howard Knoth